# Podnoszenie ciężarów na Letnich Igrzyskach Olimpijskich 2020 – waga do 59 kg kobiet
Rywalizacja w wadze do 59 kg kobiet w podnoszeniu ciężarów na Letnich Igrzyskach Olimpijskich 2020 została rozegrana w dniu 27 lipca 2021 roku w hali Tokyo International Forum.

## Terminarz
| Data          | Godzina |         |
| ------------- | ------- | ------- |
| 27 lipca 2021 | 11:50   | Grupa B |
| 27 lipca 2021 | 15:50   | Grupa A |

## Wyniki
| Pozycja | Grupa | Zawodniczka           | Reprezentacja   | Waga  | Rwanie | Rwanie | Rwanie | Podrzut | Podrzut | Podrzut | Wynik | Uwagi |
| Pozycja | Grupa | Zawodniczka           | Reprezentacja   | Waga  | 1      | 2      | 3      | 1       | 2       | 3       | Wynik | Uwagi |
| ------- | ----- | --------------------- | --------------- | ----- | ------ | ------ | ------ | ------- | ------- | ------- | ----- | ----- |
| 1. !    | A     | Kuo Hsing-chun        | Chińskie Tajpej | 58,65 | 100    | 103    | 103    | 125     | 133     | 141     | 236   | OR    |
| 2. !    | A     | Polina Gurýewa        | Turkmenistan    | 58,95 | 93     | 96     | 96     | 116     | 119     | 121     | 217   |       |
| 3. !    | A     | Mikiko Ando           | Japonia         | 58,70 | 92     | 94     | 96     | 116     | 120     | 120     | 214   |       |
| 4.      | A     | Dora Tchakounté       | Francja         | 58,55 | 93     | 96     | 98     | 112     | 117     | 120     | 213   |       |
| 5.      | A     | Hoàng Thị Duyên       | Wietnam         | 58,80 | 95     | 95     | 98     | 113     | 119     | 119     | 208   |       |
| 6.      | A     | Yusleidy Figueroa     | Wenezuela       | 58,80 | 88     | 88     | 91     | 115     | 120     | 125     | 206   |       |
| 7.      | A     | Izabiełła Jajlan      | Armenia         | 58,15 | 90     | 95     | 97     | 110     | 115     | 115     | 205   |       |
| 8.      | A     | Zoe Smith             | Wielka Brytania | 58,95 | 87     | 87     | 91     | 113     | 116     | 119     | 200   |       |
| 9.      | B     | Tali Darsigny         | Kanada          | 59,00 | 86     | 88     | 90     | 106     | 109     | 109     | 199   |       |
| 10.     | B     | Sabine Kusterer       | Niemcy          | 58,70 | 88     | 90     | 91     | 107     | 107     | 109     | 198   |       |
| 11.     | B     | Maria Grazia Alemanno | Włochy          | 58,95 | 85     | 88     | 89     | 100     | 105     | 105     | 185   |       |
| 12.     | B     | Erika Yamasaki        | Australia       |       | 75     | 78     | 78     | 95      | 100     | 100     | 170   |       |
| -       | B     | Magdeline Moyengwa    | Botswana        |       | 65     | 70     | 70     | 80      | 80      | 80      | DNF   | DNF   |
| -       | A     | Alexandra Escobar     | Ekwador         | 58,75 | 95     | 95     | 95     | -       | -       | -       | DNF   | DNF   |